# Francisco Morales Bermúdez

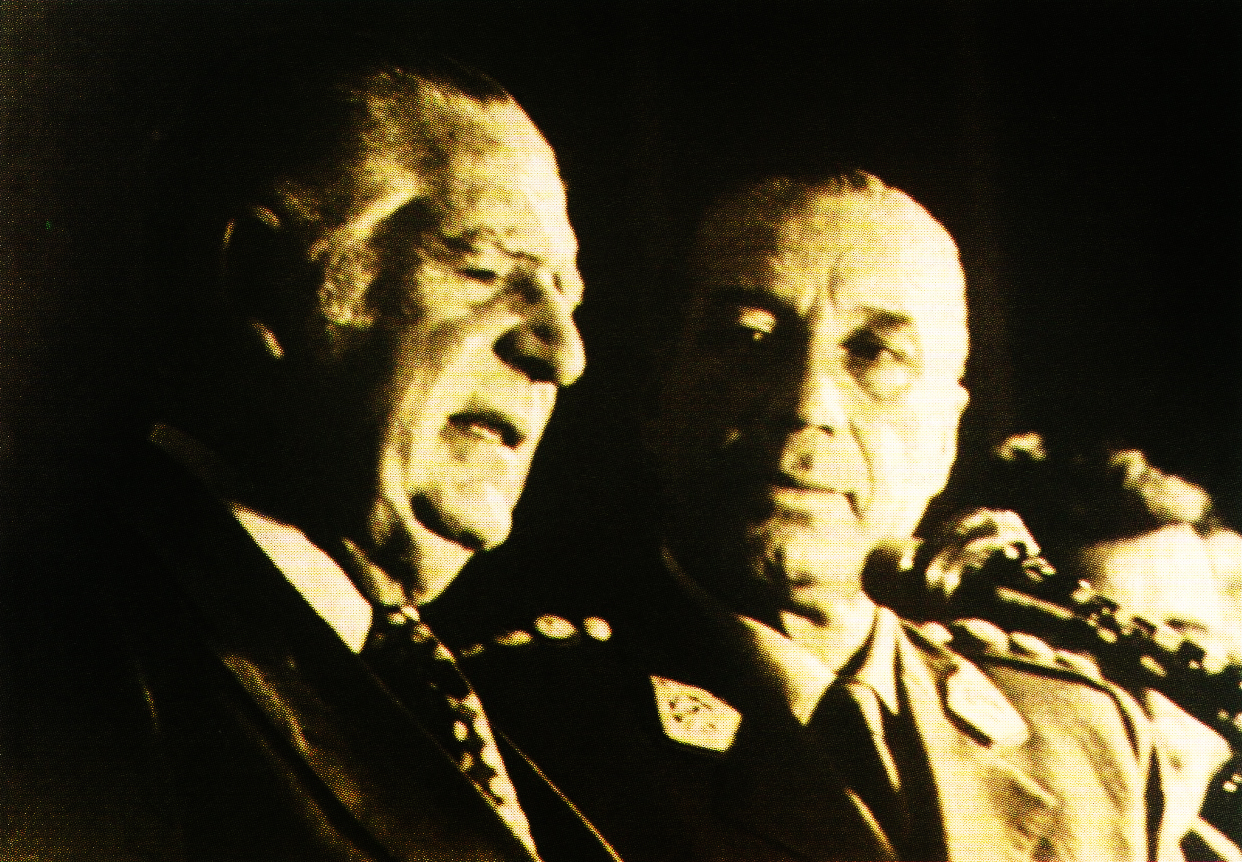
Fernando Belaúnde Terry, presidente eleito do Peru, discursa ao lado de Bermúdez

Francisco Morales Bermúdez Cerruti (Lima, 4 de outubro de 1921 – Lima, 14 de julho de 2022) foi um político e general peruano que serviu como presidente do Peru entre 1975 e 1980, após depor seu antecessor, o general Juan Velasco. Seu avô e toda sua família original eram do antigo departamento peruano de Tarapacá, que agora faz parte do Chile. Incapaz de controlar os problemas políticos e econômicos que a nação enfrentou, ele foi forçado a devolver o poder ao governo civil, marcando o fim do Governo Revolucionário das Forças Armadas instalado por um golpe de Estado em 3 de outubro de 1968.

## Presidência
Com a saúde de Velasco se deteriorando, Bermúdez liderou um golpe militar contra o general Velasco e assumiu a presidência do Peru em 29 de agosto de 1975, conduzindo o país por uma de suas crises econômicas mais graves. Ele divergiu das tendências de inclinação socialista da primeira fase (1968-1975) da Revolução Peruana, proclamando uma 'Segunda Fase' que levaria ao retorno à democracia.

### Operação Condor
Durante seu mandato, sequestrou e entregou para o exército argentino, Javier Diez Canseco junto com outros doze oponentes.

### Legado
O fracasso de suas reformas políticas e econômicas foi um golpe severo para seu governo, prejudicado por constantes pressões políticas de todos os lados. Uma Assembleia Constituinte foi criada em 1978, que substituiu a Constituição de 1933 promulgada durante a presidência de Óscar R. Benavides; ele também convocou eleições nacionais no próximo ano. Após as eleições nacionais de 1980, ele entregou o poder a um governo legalmente estabelecido, chefiado pelo presidente Fernando Belaúnde. Após sua presidência, manteve-se relativamente discreto na política peruana, fazendo discursos esporádicos sobre a situação do exército. Em 1985, ele concorreu sem sucesso à presidência, obtendo uma fração de um por cento dos votos.
Em outubro de 2016, Morales Bermúdez foi processado pela juíza italiana Luisianna Figliolia pelo desaparecimento forçado de 25 cidadãos italianos no contexto da Operação Condor. Em 17 de janeiro de 2017 foi condenado à prisão perpétua. Como não foi extraditado, Morales de fato não foi afetado por esta sentença.
Bermúdez morreu em 14 de julho de 2022, aos cem anos de idade.